# غريته فرويند
غريته فرويند (بالألمانية: Grete Freund)‏ (و. 1885 – 1982 م) هي ممثلة، ومغنية، وممثلة مسرحية نمساوية، ولدت في فيينا، توفيت في فيينا، عن عمر يناهز 97 عاماً.

## وصلات خارجية
- غريت فروند على موقع IMDb (الإنجليزية)
- غريت فروند على موقع قاعدة بيانات الفيلم (الإنجليزية)
- غريت فروند على موقع كينوبويسك (الروسية)

- غريته فرويند في قاعدة بيانات الأفلام على الإنترنت